# 巴東石林潘
巴東石林潘是印度尼西亞的城市，由北蘇門答臘省負責管轄，位於該國西北部蘇門答臘島西北部，面積114.65平方公里，2010年人口約201,000，人口密度為每平方公里1,753人。